# Servílio de Oliveira
Servílio Sebastião de Oliveira (São Paulo, 6 de maio de 1948) é um ex-pugilista brasileiro.
Primeiro brasileiro a conquistar uma medalha olímpica no boxe até o ano de 2012, quando três brasileiros (Adriana Araújo, Esquiva Florentino e Yamaguchi Florentino) chegaram à semifinal do boxe nas Olimpíadas de Londres. Nos Jogos Olímpicos de Verão de 1968 na Cidade do México, ganhou a medalha de bronze.
No Boxe profissional, ele fez 19 lutas e venceu todas, sendo um dos poucos lutadores que se aposentaram invictos.

## Carreira
Iniciou na modalidade em 1960, aos 12 anos de idade, após ver o ídolo Éder Jofre, sagrando-se campeão mundial de boxe, ao vencer o lutador mexicano Eloy Sanches, por nocaute no 6º assalto.
Treinando na Academia Flamingo começou a se destacar em 1966 sendo campeão do Torneio A Gazeta Esportiva, vice-campeão paulista e campeão do Torneio dos Campeões. No ano seguinte já pelo Clube Atlético Pirelli foi campeão paulista, campeão brasileiro e campeão do Torneio dos Campeões.  Participou dos Jogos Pan-americanos de 1967 vencendo na primeira luta Pedro Bendex da Colômbia mas derrotado na luta seguinte por Harlan Marbley (EUA).
1968 seria um ano ainda melhor para Servílio: é novamente campeão paulista, campeão brasileiro, campeão do Torneio dos Campeões e campeão latino-americano em Santiago do Chile.
Nos Jogos Olímpicos de Verão de 1968 enfrentou e venceu Engin Yedgard da Turquia e Joe Destimo de Gana mas foi derrotado pelo mexicano Ricardo Delgado na semifinal, mesmo assim obteve a medalha de bronze, a 14a.medalha na história do país nas olimpíadas. Ricardo Delgado seria o campeão olímpico.
Logo em seguida, já profissional, sagrou-se campeão brasileiro e sul-americano dos moscas. Este último foi conquistado no Guayaquil no Equador contra o pugilista local, Angel "Petiso" Sanchez por nocaute no 7o.assalto.
Na trajetória rumo ao título mundial de boxe sofreu acidente em combate, um descolamento de retina decorrente de uma cabeçada involuntária de seu oponente, Tony Moreno, no ginásio do Ibirapuera em 1971, interrompendo a carreira com apenas 23 anos.
Quatro anos e sete meses depois, retornou aos ringues e, após vitórias consecutivas, sagrou-se novamente campeão brasileiro dos moscas.
Em 1978 desafiou o então campeão sul-americano dos moscas, o chileno Martin Vargas, quando foi impedido, já no Chile, local onde seria a luta e na véspera do combate,  de continuar a sua carreira por uma comissão médica daquele país sob o argumento de que o regulamento não permitia que o pugilista com menos de 1/4 de visão em uma das vistas lutasse. Encerrou definitivamente a carreira invicta com um cartel de 20 lutas e 20 vitórias. Foi treinado por Antonio Carollo.
Entre 1978 e 1992 foi auxiliar técnico de boxe da equipe do Clube Atlético Pirelli de Santo André. Desde 1993 é o coordenador técnico da equipe do AD São Caetano de Boxe. Revelou inúmeros pugilistas da nova geração do boxe brasileiro, entre os quais Adailton de Jesus e Valdemir Pereira, o Sertão.
É considerado pelos críticos um dos melhores pugilistas brasileiros de todos os tempos.
Casou-se em 1972 com Mariana Victória Chalot del Campo em Santiago do Chile. Pai de cinco filhos: Gabriel Antonio de Oliveira é professor de Educação Física com especialidade no boxe, integrou a seleção olímpica do Brasil nos Jogos Olímpicos de Atenas de 2004; Ivan Patrício de Oliveira, foi considerado, então com 25 anos de idade, o técnico campeão do mundo mais jovem da história, quando no dia 20 de janeiro de 2006, em Connecticut, EUA, Valdemir Pereira, o “Sertão”, sagrou-se também campeão mundial de boxe.

## Atualmente
Servílio vem desempenhado um excelente papel como coordenador técnico da equipe de boxe de São Caetano do Sul, que obteve resultados ótimos, sendo campeã em 2008 e em 2009 dos Jogos Abertos do Interior, e no ano de 2010 conseguindo o Vice-campeonato. Também aplicado no boxe profissional ele supervisiona a carreira do Pugilista meio-pesado Jackson "Demolidor" Junior, Lutador com 8 lutas todas vitoriosas e 7 delas vencidas pela via rápida. Em Outubro de 2010 fez sua estreia no México com vitória por Nocaute no Quarto Assalto sobre o Mexicano Lorenzo Bautista.
Agora se preparam para embate em Las Vegas no dia 7 de janeiro de 2011. Promovida pelo empresário mexicano Artur Pelullo a luta será contra Billy Bailey, um lutador americano que possui 10 vitórias e 10 derrotas, como nunca foi nocauteado, Servílio aposta no poder de Punch de seu pupilo para vencer esse desafio e brilhar ainda mais no exterior.
Com Jackson, Servílio poderá levar o seu segundo lutador a um título mundial. Servílio vem sendo um exemplo à ser seguido, em questão de administração da carreira dos atletas e é um orgulho para o esporte de luvas no Brasil. Servilio também é comentarista de boxe dos canais Espn no Brasil.
No dia 4 de Maio de 2022, Servilio de Oliveira recebeu o título de "Cidadão Honorário de Santo André" 

## Títulos
- Campeão da Forja dos Campeões em 1966
- Campeão paulista em 1966 e 1967
- Campeão Latino Americano em Santiago do Chile, empatado com Francisco "Morocho" Rodriguez, (futuro campeão olímpico dos moscas-ligeiros em 1968).
- Medalha de bronze nos Jogos Olímpicos da Cidade do México 1968.
- Campeão brasileiro em 1969
- Campeão sul-americano em 1970
- Terceiro colocado do Ranking Mundial em 1971.
- Campeão brasileiro em 1977.

## Cartel no Boxe Profissional
| 19 Vitórias (9 nocautes, 10 decisões), 0 Derrotas |           |        |                     |        |        |                   |                                                              |                                                |
| Luta                                              | Resultado | Cartel | Oponente            | Método | Round  | Data              | Local                                                        | Info/Observação                                |
| 19                                                | Win       | 19–0   | Gilberto Lopez      | UD     | 10     | 25 November 1977  | Ginásio do Pacaembu, São Paulo, São Paulo, Brazil            |                                                |
| 18                                                | Win       | 18–0   | Felix Gonzalez      | UD     | 10     | 29 July 1977      | Ginásio do Pacaembu, São Paulo, São Paulo, Brazil            |                                                |
| 17                                                | Win       | 17–0   | Rodolfo Rodriguez   | MD     | 10     | 3 June 1977       | Ginásio do Pacaembu, São Paulo, São Paulo, Brazil            |                                                |
| 16                                                | Win       | 16–0   | Gilton Salomao      | TD     | 10     | 2 July 1976       | Ginásio Estadual do Ibirapuera, São Paulo, São Paulo, Brazil |                                                |
| 15                                                | Win       | 15–0   | Tony Moreno         | UD     | 10     | 3 December 1971   | Ginásio Estadual do Ibirapuera, São Paulo, São Paulo, Brazil |                                                |
| 14                                                | Win       | 14–0   | Franco Sperati      | RTD    | 10     | 17 September 1971 | Ginásio Estadual do Ibirapuera, São Paulo, São Paulo, Brazil |                                                |
| 13                                                | Win       | 13–0   | Jose Cruz Garcia    | PTS    | 10     | 17 September 1971 | Ginásio Estadual do Ibirapuera, São Paulo, São Paulo, Brazil |                                                |
| 12                                                | Win       | 12–0   | Jean-Claude Lapinte | PTS    | 10     | 23 July 1971      | Ginásio Estadual do Ibirapuera, São Paulo, São Paulo, Brazil |                                                |
| 11                                                | Win       | 11–0   | Mario Figueroa      | KO     | 5 (10) | 18 June 1971      | Ginásio Estadual do Ibirapuera, São Paulo, São Paulo, Brazil |                                                |
| 10                                                | Win       | 10–0   | Santos Silva        | KO     | 8 (10) | 23 April 1971     | Ginásio do Corinthians, São Paulo, São Paulo, Brazil         |                                                |
| 9                                                 | Win       | 9–0    | Angel Sanchez       | KO     | 7 (12) | 18 December 1970  | Guayaquil, Ecuador                                           | Won the vacant South American Flyweight title. |
| 8                                                 | Win       | 8–0    | Nelson Enrique      | UD     | 3 (10) | 4 July 1970       | Ginásio da A.D.C. Pirelli, Santo André, São Paulo, Brazil    |                                                |
| 7                                                 | Win       | 7–0    | Osvaldo Maldonado   | UD     | 12     | 19 May 1970       | Ginásio da A.D.C. Pirelli, Santo André, São Paulo, Brazil    |                                                |
| 6                                                 | Win       | 6–0    | Jorge Pereira       | KO     | 6 (10) | 9 April 1970      | Auditório da TV-Excelsior, São Paulo, São Paulo, Brazil      |                                                |
| 5                                                 | Win       | 5–0    | Antonio Barbosa     | TD     | 12     | 19 February 1970  | Auditório da TV-Excelsior, São Paulo, São Paulo, Brazil      | Won the vacant Brazilian Flyweight title.      |
| 4                                                 | Win       | 4–0    | Laerson Silva       | RTD    | 3 (10) | 24 December 1969  | Auditório da TV-Excelsior, São Paulo, São Paulo, Brazil      |                                                |
| 3                                                 | Win       | 3–0    | Jose Matias         | KO     | 4 (4)  | 14 November 1969  | Ginásio do Ibirapuera, São Paulo, São Paulo, Brazil          |                                                |
| 2                                                 | Win       | 2–0    | Ezau Teixeira       | KO     | 2 (4)  | 27 August 1969    | Ginásio do Ibirapuera, São Paulo, São Paulo, Brazil          |                                                |
| 1                                                 | Win       | 1–0    | Jossue Suares       | PTS    | 4 (4)  | 5 July 1969       | São Paulo, Brazil                                            |                                                |